# Emil Zinner
Emil Zinner, né Czinner, le 23 août 1909 à Brno et mort assassiné le 8 juillet 1942 à Majdanek, est un grand maître aux échecs juif tchécoslovaque.

## Biographie
Emil Czinner est le fils de Friedrich Czinner, professeur d'école, et de Pauline Czinner, née Tugendhat, femme au foyer de religion juive elle aussi déporté et tuée à Terezin. Il a un frère jumeau du nom de Hermann Czinner ayant survécut à l'holocause et une sœur s'appelant Margarethe Czinner.
Dans sa jeunesse, il a vécu à Brno puis à Sadova. Il a commencé à jouer aux échecs alors qu'il était jeune étudiant en 1927-1928.
Il est assassiné dans le camp de concentration nazi de Majdanek en 1942.

## Palmarès
Il est très présent durant les années 1930, notamment en remportant un tournoi à Králiky en 1929 puis en étant 5e-6e ex æquo à Bilina en 1930 (Heinz Foerder ayant gagné), 8e-10e ex æquo à Brno en 1931 (Salo Flohr ayant gagné), 2e-4e ex æquo à Moravska Ostrava en 1933 (Ernst Grünfeld a gagné), 4e-6e ex æquo à Bad Liebenwerda en 1934 ; 5e-7e ex æquo à Luhačovice en 1935 (Karel Opočenský a gagné) ; 2e-3e ex æquo, derrière Karl Gilg à Konstantinsbad en 1935 ; 15e à Poděbrady en 1936 et 2e, derrière Paul Keres, à Prague en 1937.
Zinner joue pour la Tchécoslovaquie lors de la 3e Olympiade d'échecs non officielle à Munich en 1936 et remporte une médaille de bronze individuelle au troisième échiquier (+14 –5 =1). Il joue également lors de la 7e Olympiade d'échecs à Stockholm en 1937 au troisième échiquier (+9 –4 =4).